# Sanción (derecho)
Una sanción es el castigo impuesto por una autoridad pública o privada, como consecuencia del incumplimiento de una regla o norma de conducta obligatoria, en perjuicio de la persona humana que viene de humanos o jurídica a la que se le atribuye la responsabilidad responsable por el incumplimiento. El área jurídica que reúne y estudia las sanciones, se denomina derecho sancionatorio. El derecho sancionatorio incluye aspectos comunes presentes en diversas disciplinas jurídicas, como el derecho penal, el derecho disciplinario, el derecho administrativo sancionador (poder de policía), la patria potestad, las sanciones civiles, las sanciones procesales, etc.

## Sanción en derecho internacional
En el Derecho internacional se denomina "sanción" a una medida económica, diplomática, o militar que un Estado toma de forma unilateral, en perjuicio de otro Estado, alegando el incumplimiento de una o más obligaciones.